# NGC 7782
NGC 7782 في الفهرس العام الجديد، هي مجرة، تقع في كوكبة الحوت. اكتشفت في 12 نوفمبر 1784 بواسطة ويليام هيرشل.

## روابط خارجية
- NGC 7782 على موقع ويكي سكاي: DSS2, SDSS, GALEX, IRAS, Hydrogen α, X-Ray, Astrophoto, Sky Map, Articles and images